# Дубровка (Унечский район)
Дубровка — деревня в составе Старосельского сельского поселения Унечского района Брянской области.

## История
В 1964 году Указом Президиума ВС РСФСР деревня Бряшковка переименована в Дубровку.

## Население
| 2010 | 2013 |
| ---- | ---- |
| 3    | ↘0   |